# Далимилова хроника
Далимилова хроника (чеш. Dalimilova kronika) — первая историческая хроника на чешском языке. Датируется началом 1310—1314 годами и имеет ярко выраженную антинемецкую направленность.

## Автор
Автором хроники является некто Далимил (скончался после 1315 года), идентифицировать личность которого до сих пор не удалось. В предисловии он сообщает, что главным источником сведений по описываемым событиям является летопись из Болеслава, скорее всего несохранившийся список с «Чешской хроники» Козьмы Пражского. Чешский историк XVI века Вацлав Гайек предположил, что автором хроники был Далимил Мезиржицкий (чеш. Dalimil Meziřický), каноник из Стара-Болеслава (1282—1314), что не получило достаточных подтверждений среди исследователей. В XVII веке Томаш Пешина ввёл в научный обиход наименование «Далимилова хроника», употребляемое в литературе по сей день, несмотря на вновь открывшиеся обстоятельства. Судя по тому, что автор хроники свободно владел чешским, немецким и латинским языками, однако был недостаточно сведущ в теологии, можно заключить, что он мог быть дворянином или представителем духовенства низшего ранга.

## Хроника
Хроника рифмована и разделена на 4500 стихов и 103 главы. Первая глава начинается с истории строительства Вавилонской башни, и затем переходит к истории Чехии со времён её легендарных властителей и вплоть до 1314 года. Далее следует продолжение за 1315—1316 годы. Помимо «Чешской хроники» Козьмы Пражского (1119—1125), источником для «Далимиловой хроники» послужили агиографические сочинения и чешские легенды.
Хроника относится к наиболее известным произведениям ранней чешской литературы и была написана во времена правления в Чехии Яна Люксембургского
(1310—1346), отражая настроения дворянской оппозиции по отношению к чужеземному королю. Автор выступает с патриотических позиций, против внедрения в своей стране чужих обычаев, одежды и моды.
«Далимилова хроника» сохранилась в большом количестве полных и неполных рукописей XIV—XVI вв., хранящихся в собраниях библиотек Чехии, ФРГ и др. стран, и, начиная с 1620 года, неоднократно издавалась. В 1849 году в Праге выпущена в оригинале в авторской редакции известного поэта и филолога-слависта Вацлава Ганки.
Кроме чешского оригинала, существуют также два различных средневековых перевода на немецкий язык, из них один — в прозе. В 2005 году, на одном из аукционов в Париже, был выставлен доселе неизвестный, богато иллюстрированный вариант на латинском языке, названный «Парижской рукописью» и записанный предположительно около 1330—1340 годов в северной Италии. Этот манускрипт был приобретён Чешским правительством за 339 тысяч евро.

## Издания
- Die alttschechische Reimchronik des sogenannten Dalimil. Nachdr. / mit e. Einl. von Jiří Daňhelka. — München: Sagner, 1981.
- J. Daňhelka, K. Hádek, B. Havránek, N. Kvítková (Hg.). Staročeská kronika tak řečeného Dalimila: vydání textu a veškerého textového materiálu. — 2 Bd. — Praha: Academia, 1988. — ISBN 80-7066-591-2. (Критическое издание).
- Marie Bláhová. Staročeská kronika tak řečeného Dalimila v kontextu středověké historiografie latinského kulturního okruhu a její pramenná hodnota. — Bd. 3: Historický komentář. Rejstřík. — Praha: Academia, 1995. — ISBN 80-200-0282-0. (Исторический комментарий).
- Dalimilova Chronika Česká, v nejdávnějši naurácena od Váceslava Hanky. — Prag, 1849.
- Josef Jireček (Hg.). Rýmovaná kronika česká tak rečeného Dalimila. Di tutsch kronik von Behemlant.— Prag, 1878. — (Fontes rerum Bohemicarum, 3).
- Marie Bláhová (Hg.). Kronika tak řečeného Dalimila. — Prag: Svoboda, 1977. (Стихотворное изложение на современном чешском языке).